# ダラーラ・BMS188
ダラーラ・BMS188 (Dallara BMS188) は、1988年のF1世界選手権でスクーデリア・イタリアが使用したフォーミュラ1カー。ジャンパオロ・ダラーラとセルジオ・リンランドが設計し、イタリア人ドライバーのアレックス・カフィがドライブした。決勝最高位は7位。
「BMS188」の他に「F188」、「188」と表記されることがある。

## 開発
BMS188は1988年からF1に参戦開始したスクーデリア・イタリアの最初のマシンであった。スクーデリア・イタリアの創設者ベッペ・ルッキーニはF1参戦用のマシンを自製するのではなく、ジャンパオロ・ダラーラ率いるレーシングカー・コンストラクターのダラーラに設計・製造を依頼した。マシンはジャンパオロ・ダラーラと元ブラバムのセルジオ・リンランドによって設計され、エンジンは自然吸気のフォードDFZをスイスのハイニ・マーダーがチューンした。タイヤはワンメイク供給となっていたグッドイヤーを装着。BMS188は1988年シーズンのF1マシン中最も長いホイールベースを持ち、ダラーラの持つリソースを全てつぎ込まれ、よく考えられたマシンであった。シーズンを通して合計3台が製作された。
開幕戦には完成が間に合わず、BMS188は4月にイタリア空軍基地で可変後退翼戦闘機・トーネード IDSと並べられる形でお披露目された。2880mmとV8エンジン搭載車としては長いホイールベースが公表されたが、リンランドはF1参戦初年度を迎えるスクーデリア・イタリアのためにF1の基本的な構成を押さえたコンベンショナルなマシン設計を基本コンセプトとした。ノーズの先端部は非常に細いが、コクピットに向けての曲線はドライバーに対して余裕を持ったサイズとされ太めに作られている。モノコック前方、ドライバー用ペダル類の前部にショックアブソーバーが垂直に二本搭載され、プルロッド方式。リヤサスペンションもプルロッドである。
サイドポンツーンは短く、ほぼドライバー真横までの長さしかないが、その全高は高めであり後輪近くにはラジエーター排熱のアウトレットが二枚のスリットで仕切られて設置されている。ドライバー背後の燃料タンクの全高も高めに作られ、その容量は195リットルである。V8エンジンを覆うカウルは低く作られているが、独自の形状を採用した吸気口が前方に向けて口を開けている。
エンジンマネージメント／イグニッションはマニエッティ・マレリ・ウェーバー製。

## 1988年シーズン
スクーデリア・イタリアは1988年、アレックス・カフィの1台体制でシーズンに臨んだ。開幕戦ブラジルGPのみF3000用マシン、ダラーラ・3087を使用し、第2戦サンマリノGPからBMS188が投入された。サンマリノでは予選24位、決勝はリタイアという結果だった。BMS188は安定した性能を発揮し、予選落ちは第5戦カナダの一回だけであった。
シーズン途中での空力新パーツ開発も行われ、7月のフランスGPからはフロント・リアともウィング翼端板の形状を小型化し、エンジンカウル上部の特徴だった吸入口も廃止して実戦的なモデファイを加え、マシン後部からリアウィングへの空気の流れを改善する努力が見られた。
8月のハンガリーGPからはマーチのエイドリアン・ニューウェイが先鞭をつけたフロントウィング翼端板周囲の乱気流制御をリンランドも追って研究し、新パーツを実戦投入。フロントウィングに本家といえるマーチ・881よりも複雑な2枚式翼端板と、ウイング裏面に後方（フロントタイヤ内側）へと伸びるスカートが延長され、他チームにない試みが積極導入された。このハンガリーGPではカフィが予選10番手を獲得した。
第13戦ポルトガルGPではカフィがエンジントラブルを抱えながら7位で完走し、ベストラップも上位陣と同じ1分22秒台を記録。中団を争うライバルであるミナルディ、ティレル、リジェ、AGSなどを明らかに上回る走りを見せ、予選から中嶋悟のロータスとも互角のタイム争いをするなどシーズンのベストレースとなった。
設計したリンランドは、「ダラーラ・F188は白紙から私が全てのコンセプトを決め、全ての責任者として作る最初のF1マシンだったが、参戦初年度のチームが完走を重ねていくと言う当初の目的は果せた。基本の良いマシンだったと思う。」と翌年に述べている。また自身は同年最終戦限りでブラバムへ移籍（復帰）するが、ダラーラの後継車種であるBMS189に対しても「私のBMS188の基本骨格をベースに、良く改良されているね。」と言及している。

## F1における全成績
(key) （太字はポールポジション）
| 年     | チーム                    | エンジン                         | タイヤ | ドライバー         | 1   | 2   | 3   | 4   | 5    | 6   | 7   | 8   | 9   | 10  | 11  | 12  | 13  | 14  | 15  | 16  | ポイント | 順位 |
| ------ | ------------------------- | -------------------------------- | ------ | ------------------ | --- | --- | --- | --- | ---- | --- | --- | --- | --- | --- | --- | --- | --- | --- | --- | --- | -------- | ---- |
| 1988年 | BMSスクーデリア・イタリア | フォード・コスワース・DFZ 3.5 V8 | G      |                    | BRA | SMR | MON | MEX | CAN  | DET | FRA | GBR | GER | HUN | BEL | ITA | POR | ESP | JPN | AUS | 0        | NC   |
| 1988年 | BMSスクーデリア・イタリア | フォード・コスワース・DFZ 3.5 V8 | G      | アレックス・カフィ |     | Ret | Ret | Ret | DNPQ | 8   | 12  | 11  | 15  | Ret | 8   | Ret | 7   | 10  | Ret | Ret | 0        | NC   |

## 注
1. 1 2  Stats F1. “Dallara 188”. 2014年5月6日閲覧。
2. 1 2 3  Nye, 1992, p. 256
3. ↑  赤い旋風　BMS DALLARA F188B　グランプリ・エクスプレス '88サンマリノGP号 9頁 1988年5月23日発行
4. ↑  New Detail by G.Piora　BMS DALLARA F188B　グランプリ・エクスプレス '88サンマリノGP号 27頁 1988年7月2日発行
5. ↑  New Detail by G.Piola　BMS DALLARA F188B　グランプリ・エクスプレス '88フランス号 27頁 1988年7月23日発行
6. ↑  New Detail by G.Piola　BMS DALLARA F188B　グランプリ・エクスプレス '88ハンガリー号 43頁 1988年8月26日発行
7. ↑  LIVE REPORT 群雄割拠の争い　グランプリ・エクスプレス '88ポルトガルGP号 5-7頁 1988年10月15日発行
8. ↑  セルジオ・リンランド 快進撃ブラバムを支えるデザイナーの自信 グランプリ・エクスプレス '89カナダGP号 14-15頁 1989年7月8日発行

## 参照
- Nye, Doug (1992). Autocourse History of the Grand Prix Car 1966-1991. Richmond, Surrey, United Kingdom: Hazelton Publishing. ISBN 0905138945